# Nikolaï Angarski
Nikolaï Semionovitch Angarski (russe : Николай Семёнович Ангарский), de son vrai nom Klestov (russe : Кле́стов), né le 6 décembre 1873 (18 décembre dans le calendrier grégorien) à Smolensk, exécuté le 27 juillet 1941 sur le champ de tir de Kommounarka, dans l'oblast de Moscou, est un révolutionnaire bolchevik, un critique littéraire, un écrivain et un éditeur russe.

## Biographie

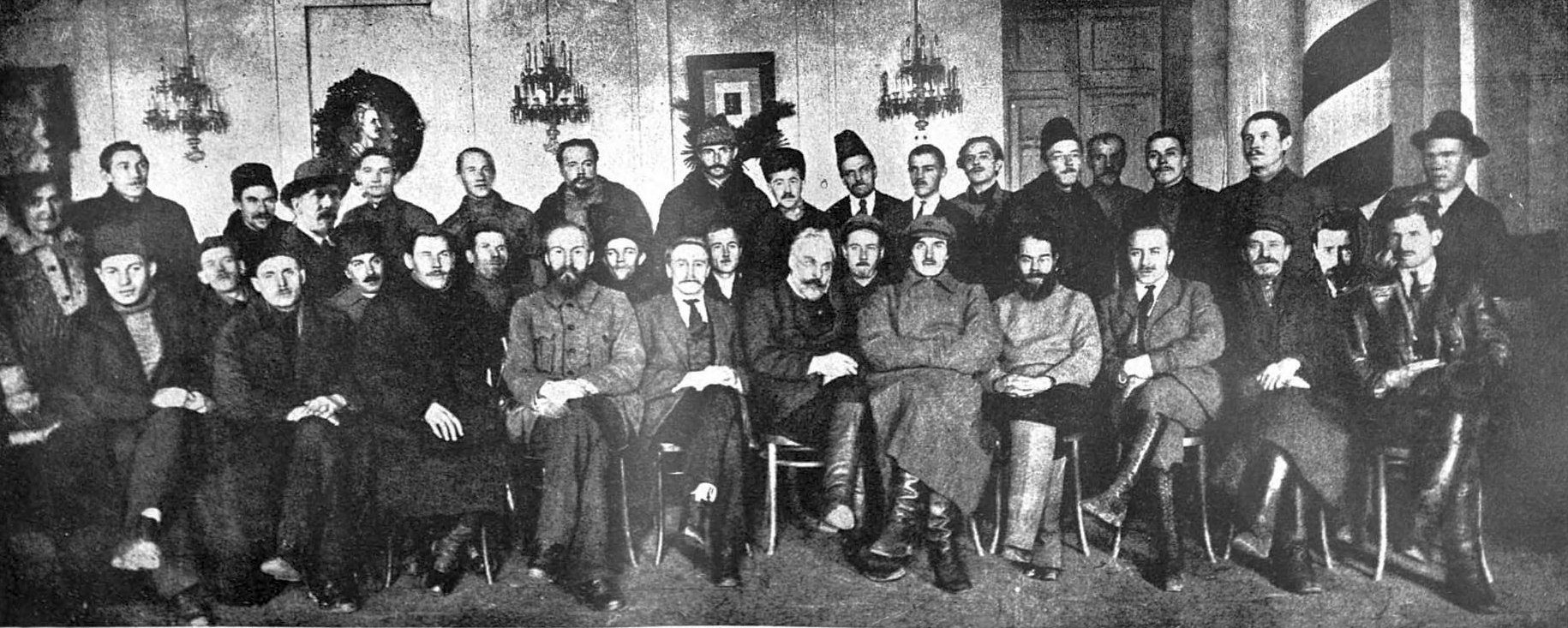
Un groupe de membres du comité exécutif de la première convocation du Soviet de Moscou après la révolution d'Octobre.
Assis (de gauche à droite) : 1) Ignatov, 2) Konstantin Ratekhine, 3) Grigori Korzinov, 4) Rosengolts, 5) Gavriil Piskarev, 6) Salnikov, 7) Angarski, 8) Alexandre Borshchevski, 9), 10) Nikolaï Kaniguine, 11), 12) Nikolaï Gorkounov, 13) Eduard Sakharov, 14), 15), 16) Alexandre Radziwill, 17) Noguine, 18) Dmitri Pevounov.
Debout (de gauche à droite) : 1) Anna Temkina, 2) Iliouchine, 3) Merkoulov, 4) Rykov, 5), 6), 7) Vladimir Oboukh, 8), 9) Savine, 10) Semachko, 11) Isaev, 12) Voznesenski, 13) Mikhaïl Bourovtsev, 14) Semion Belorousov, 15) Ivan Zheltov, 16) Boulochninov, 17) Vassili Fonchenko.

Nikolaï Klestov naît le 18 décembre 1873 à Smolensk dans une famille de marchands ; son père est le propriétaire de la première librairie de la ville. Klestov est expulsé du gymnasium pour avoir conservé de la littérature révolutionnaire. En 1896, dénoncé par des employés de la bibliothèque, il est arrêté pour possession dans le but de diffuser de la littérature illégale. Le 23 juillet 1897, il est condamné à trois mois de prison et placé sous contrôle de police pour deux ans avec le droit de résider en dehors des capitales et des cités universitaires. Narodnik dans sa jeunesse, il évolue vers le marxisme.
Membre du POSDR depuis 1902, il part à l'étranger durant l'été. Devenu président de la cantine des étudiants à Paris, il travaille à la  Bibliothèque Tourguenev et adhère au groupe (Étincelle), dont Lénine est l'un des animateurs, avant de rentrer en Russie, à l'hiver 1904.
À partir de 1904, il dirige les travaux du parti à Ekaterinodar, Rostov-sur-le-Don, Ekaterinoslav, Kharkov, Moscou et Saint-Pétersbourg.
Le 9 décembre 1905, il est arrêté, exilé dans le kraï de Touroukhansk pour une période de cinq ans. Au printemps 1906, il s'évade de la prison d'Omsk et, jusqu'en 1909, travaille illégalement à Moscou et à Saint-Pétersbourg.
Il participe à la Révolution de 1905-1907, ouvrant à Moscou une librairie où il vend à la fois des livres légaux et illégaux de tendance bolchevique, organisant la publication du Capital de Marx (1907-1909), publiant avec Mikhaïl Sergueïevitch Kedrov (ru) à la maison d'édition Zerno une collection d'œuvres de Lénine - En douze ans et la première partie de La question agraire -, une série de brochures sociales-démocrates « Des livres pour tous » et un « Calendrier pour tous pour l'année 1908 ».
En 1909, il est de nouveau arrêté et exilé dans le kraï de Touroukhansk, sur les bords de l'Angara, d'où il revient en 1912. Pendant la Première Guerre mondiale, il tient des positions internationalistes et défaitistes.
Après la révolution de février 1917, il est membre du comité de Moscou du parti bolchevique, du comité exécutif du Soviet de Moscou (Mossoviet, équivalent d'un conseil municipal) et chef de son service de presse. En avril, il est délégué à la septième conférence et au sixième congrès du parti. Prenant part à lma révolution d'Octobre, il devient membre du Comité militaire révolutionnaire du district moscovite de Khamovnitcheski.
Exclu en 1918 du parti bolchevik « pour avoir dénoncé la politique du parti dans les campagnes », il est réintégré l'année suivante. En 1920, il rejoint le groupe d'opposition Ignatov.
Jusqu'en 1929, il travaille au Soviet de Moscou. Dans le même temps, il est conseiller de rédaction de la revue littéraire Tvorchestvo (1919-1922), puis prend en charge les fonctions de rédacteur en chef des pages littéraires et artistiques de l'almanach Niedra (1922-1924), dont il prend la direction de 1924 à 1932,. Il publie des articles de critique littéraire et édite des ouvrages sur le mouvement révolutionnaire et l'histoire du parti. Il occupe les fonctions de représentant commercial de l'URSS en Lituanie (1929-1931,) puis en Grèce (1932-1936) pour le compte du Commissariat du peuple au Commerce extérieur, avant de devenir président de l'Association du commerce extérieur de Mezhdunaródnaya Kniga. À partir de 1939, il travaille à l'Institut Marx-Engels-Lénine (ru).
Arrêté le 12 mai 1940, il est accusé d'avoir été un agent de la police secrète tsariste pendant et après la révolution, d'être devenu un agent de renseignements allemand et le membre d'une organisation de sabotage contre-révolutionnaire. Au cours des interrogatoires, Angarski est battu et torturé. aussi finit-il par incriminer à son tour quatre de ses connaissances ; tous sont également arrêtés. Le compte rendu de l'interrogatoire d'Angarski a été publié. Il finit par accepter d'endosser l'ensemble des accusations fabriquées à son encontre, y compris celle d'être depuis 1924 un agent des services secrets britanniques, d'avoir travaillé pour ces puissances étrangères lors de son séjour en Grèce et dans le cadre de Mezhdunaródnaya Kniga.
Le 6 juillet 1941, lors d'une séance à huis clos du Collège militaire de la Cour suprême de l'URSS, il est condamné à mort.
Après l'énoncé du verdict, il adresse un recours en grâce au Præsidium du Soviet suprême, dans laquelle il affirme :

« Des menaces terribles, terribles, accompagnées de coups de caoutchouc, m'ont contraint à mentir. Je me suis calomnié. J'ai calomnié un certain nombre de personnes impliquées dans mon affaire… Mon interrogateur m'a fait miroiter de belles perspectives, fermement promis une expulsion administrative si je me reconnaissais comme un espion et un parasite… Et je me suis engagé sur la voie d'une extraordinaire calomnie à mon encontre et à celle des autres. On m'a assuré qu'ils feraient parvenir un témoignage en ma faveur au tribunal, et si, m'ont-ils dit, vous vous comportez bien au tribunal, si vous confirmez tout, alors nous ne vous laisserons pas… »

Le recours ayant été rejeté, il est fusillé au stand de tir Kommounarka le 27 juillet 1941.
Il a été réhabilité en 1956. En 1968, une bibliothèque de la ville d'Angarsk a pris son nom : sa fille Maria a supervisé les travaux avec la bibliothèque.

## Famille
Nikolaï Klestov se marie avec Zinaïda Konstantinovna Kazantseva, décédée en 1918, puis avec Lidia Osipovna Angarskaïa. Il a eu une fille, Maria Nikolaïevna Angarskaïa, née en 1912.

## Essais
- « O svobode tvorchestva » (« Sur la liberté de Créativité »), Tvorchestvo. Zhurnal literatury, iskusstva, nauki i zhizni (Créativité. Revue de littérature, art, science et vie), n° 11-12, 1920, page 20.
- Oktyabr'skoye vosstaniye v Moskve (Soulèvement d'octobre à Moscou), Moscou, 1922.
- Khamovniki v oktyabre 1917 g. (Khamovniki en octobre 1917), Moscou, 1922.
- Legal'nyy marksizm: Popullarnyl ocherk (Le marxisme juridique : Essai populaire), numéro 1, Moscou, Niedra, 1925[15].
- Moskovskiy sovet v dvukh revolyutsiyakh (Conseil de Moscou en deux révolutions), 1928.